# Lijst van burgemeesters van Duiven
Dit is een lijst van burgemeesters van de Nederlandse gemeente Duiven in de provincie Gelderland.
| Ambtsperiode               | Naam burgemeester                                                              | Partij of stroming | Bijzonderheden                                                                                                 |
| -------------------------- | ------------------------------------------------------------------------------ | ------------------ | --- |
| 1811 - 1817                | Johannes Wilhelmus (J.W.) Koch                                                 |                    | Voornaam ook gespeld als Johann Wilhelm of Jan Willem                                                          |
| 1818 - 1863                | Petrus Stephanus (P.S.) Nass                                                   |                    | langstzittende burgemeester                                                                                    |
| 1863 - 1867                | Augustus Everhardus Daniëlis Fredericus (A.E.D.F.) baron Van Voorst tot Voorst |                    | |
| 1867 - 1881                | Hubertus Johannes (H.J.) Blaisse                                               |                    | daarvoor gemeentesecretaris van Duiven, vervolgens notaris in Huissen, grootvader van Pieter Blaisse           |
| 1881 - 1887                | Henri Jacob Hippolijte (H.J.H.) Libourel                                       |                    | daarvoor burgemeester van Waspik, vervolgens notaris van achtereenvolgens Oldenzaal, Beek-Ubbergen en Nijmegen |
| 1887 - 1898                | Leonardus Josephus Antonius (L.J.A.) Libourel                                  |                    | daarvoor burgemeester van Pannerden                                                                            |
| 1898 - 1939                | Zeno Theodorus Josephus Fredericus (Z.Th.J.F.) baron van Dorth tot Medler      |                    | |
| 1939 - 1944                | W.J.A.F.R. van den Clooster baron Sloet tot Everlo                             |                    | Werd per 6 maart 1944 door de bezetter ontslagen                                                               |
| 1944 - 1945                | M.A. Smit                                                                      |                    | |
| 1946 - 1966                | W.J.A.F.R. van den Clooster baron Sloet tot Everlo                             |                    | Na ontslag in 1944, op 1 juli 1946 in zijn ambt hersteld.                                                      |
| 1966 - 1989                | Johannes Antonius Gabriël (J.A.G.) Kemme                                       | KVP/CDA            | |
| 1989 - 1989                | Alphonsus Petrus Jozef (A.P.J.) van Bastelaar                                  | CDA                | waarnemend |
| 1989 - 2000                | Fons (A.B.G.) Lichtenberg                                                      | CDA                | |
| 2000 – 30 nov. 2013        | Henk (H.J.) Zomerdijk                                                          | VVD                | |
| 1 dec. 2013 – 30 nov. 2019 | Rik (H.B.I.) de Lange                                                          | PvdA               | [ 1 ] |
| 1 dec. 2019 – 20 feb. 2020 | Jacques (J.M.L.) Niederer                                                      | VVD                | waarnemend |
| 21 feb. 2020 – heden       | Huub (H.B.) Hieltjes                                                           | VVD                | |